# Argynnis argyrospilata
Argynnis argyrospilata är en fjärilsart som beskrevs av Kotzsch 1938. Argynnis argyrospilata ingår i släktet Argynnis och familjen praktfjärilar. Inga underarter finns listade i Catalogue of Life.